# Österreich Deutschland Gesellschaft
Die Österreich | Deutschland | Gesellschaft (ÖDG) ist eine eingetragene Freundschaftsgesellschaft, die sich die Vernetzung Österreichs und Deutschlands in den Bereichen Wirtschaft, Wissenschaft, Sport, Medien, Tourismus, Kunst und Kultur zum Ziel gesetzt hat. Die ÖDG wurde im Mai 2016 über Anregung des österreichischen Außenministeriums neugegründet. Sie pflegt und ergänzt die bilateralen staatlich-diplomatischen Beziehungen auf allen Ebenen der Zivilgesellschaft.
Veranstaltungen in allen Bundesländern bieten die Möglichkeit, sich mit aktuellen Themen   um das Beziehungsgefüge zwischen Österreich und Deutschland auseinanderzusetzen.

## Geschichte
Die Österreichisch-Deutsche Kulturgesellschaft kann als Vorgängerorganisation der heutigen Gesellschaft angesehen werden. Der vormalige Finanzminister Eduard Heilingsetzer wurde am 12. März 1968 zum ersten Präsidenten gewählt und Altbundeskanzler Alfons Gorbach zum Ehrenpräsidenten. Auf Heilingsetzer folgte für vier Jahre der Generaldirektor der EVN Rudolf Gruber. Danach hatte über 40 Jahre  der ständige Vizepräsident des Bundesrats Herbert Schambeck die Funktion des Präsidenten über und bis zur freiwilligen Auflösung der Gesellschaft im Herbst 2015 der Völkerrechtler Heribert Franz Köck. Gründe für die Auflösung waren nach Eigendefinition Überalterung der Organe und das Ausbleiben von Subventionen.
Im Jahr 1971 wurde die Gesellschaft Österreich-Deutsche Demokratische Republik gegründet. Erster Präsident war der Vorsitzende Rat des Patentamtes und Dozent an der Universität Graz Friedrich Epstein. 1980 wurde der Nationalratsabgeordnete und spätere Generalsekretär des Europarates Walter Schwimmer Vizepräsident. Nach der Wende und friedlichen Revolution in der DDR hat sich diese Gesellschaft am 29. September 1990 aufgelöst.
Die ÖDG wurde nach der überraschenden Auflösung der Österreichisch-Deutsche Kulturgesellschaft mit dem Ziel gegründet, den engen Beziehungen, die die beiden Länder verbinden, auch auf der zivilgesellschaftlichen Ebene Ausdruck zu verleihen. Die ÖDG nahm sich der Pflege und dem Ausbau dieser Beziehungen an und intensivierte den Austausch über und zwischen den beiden Ländern jenseits der etablierten Strukturen.

## Anerkennungspreise und Rolling Ambassador
Die ÖDG vergibt in den Jahren 2018 bis 2021 einen mit jeweils Euro 10.000 dotierten Anerkennungspreis. Preisträger können natürlich und juristische Personen beider Länder gleichermaßen sein. Preisträgerin des Jahres 2018 war anlässlich ihres 90. Geburtstages die Opernsängerin Christa Ludwig. Die feierliche Verleihung fand am 12. April 2018 in der Residenz des Deutschen Botschafters Johannes Haindl statt.